# Katarzyna Laskowska
Katarzyna Laskowska (ur. w 1976 roku) – polska modelka, aktorka niezawodowa i prezenterka telewizyjna, przez wiele lat związana z TV Polsat. 

## Życiorys
Pracę modelki rozpoczęła w drugiej połowie lat 90. XX wieku. W latach 1997–98 współprowadziła program Miłość od pierwszego wejrzenia. W latach 1999–2001 współprowadziła program Na każdy temat w TV Polsat u boku Mariusza Szczygła, zastępując na tym miejscu Ilonę Felicjańską. W latach 2003–2006 prowadziła w TV Polsat program Exclusive. W 2000 roku zagrała w filmie Córka konsula, a w 2005 roku wcieliła się w postać dziennikarki w serialu Klinika złamanych serc. W latach 2007–2009 była związana z drugim programem TVP. Od 2010 roku związana jest z TVN Style, gdzie jest autorką i prowadzącą program Między nami rodzicami, w którym można znaleźć porady dla kobiet w ciąży oraz rodziców małych dzieci.